# NGC 6456
NGC 6456 (другие обозначения — ZWG 322.4, ZWG 321.34, PGC 60729) — эллиптическая галактика (E) в созвездии Дракон.
Этот объект входит в число перечисленных в оригинальной редакции «Нового общего каталога».
В галактике вспыхнула сверхновая SN 2014bm типа Ia, её пиковая видимая звездная величина составила 17,4.